# 廣靈四路
广灵四路是中華人民共和國上海市虹口区一條東西走向道路，西起俞泾浦，东至中山北一路，道路建成於1957年，路名來自於山西省大同市廣靈縣。